# Ředitel
Ředitel nebo ředitelka je obecné označení pro člověka, který řídí nějakou instituci nebo její část a zároveň s tím obvykle i nějakou větší skupinu osob. Jeho zástupcem může být náměstek.
U velkých firem a některých velkých společností i veřejných institucí, kde může působit více osob ve funkci ředitele, je pro nejvýše postaveného ředitele užíváno označení generální ředitel (v minulosti též ústřední ředitel). Další jemu podřízení ředitelé mohou mít různé upřesňující přívlastky podle oborů své působnosti, např.:
- finanční ředitel
- ekonomický ředitel
- obchodní ředitel
- provozní ředitel
- technický ředitel
- personální ředitel
- výrobní ředitel
- ředitel závodu nebo ředitel pobočky apod.

Působnost všech ředitelů obvykle bývá vymezena v rámci platných právních norem na podkladě statutu příslušné organizace či instituce nebo jiného vnitřního organizačního předpisu statutární povahy.
Na českých ministerstvech se podle zákona o státní službě jako oficiální funkční úřední zařazení užívá označení ředitel odboru. Ten podléhá vrchnímu řediteli sekce.